# Age of Pirates: Caribbean Tales
Age of Pirates: Caribbean Tales - noto in Russia come: Corsairs III (Корсары III) - è un videogioco sviluppato da Akella e pubblicato da 1C Company e Playlogic Entertainment nel 2006.
A causa di problemi legali, il titolo non fa riferimento al prequel (che condivide l'ambientazione piratesca): Sea Dogs. A differenza di Pirates of the Caribbean, il gioco è stato sviluppato come un vero e proprio sequel di Sea Dogs e racconta la storia dei bambini del protagonista del medesimo prequel; difatti, il giocatore può scegliere se giocare come Blaze Sharp o la sua sorellastra Beatrice.
Il sequel del gioco è stato pubblicato il 26 maggio 2009, col titolo: Age of Pirates 2: City of Abandoned Ships.

## Modalità di gioco
Le modalità di gioco sono varie; al giocatore viene data la possibilità di scegliere come approcciarsi al gioco. Difatti, il giocatore potrà utilizzare un'imbarcazione per navigare le acque presenti nella mappa di gioco disponibile (il tempo di navigazione viene accelerato per compensare il viaggio attorno alla mappa); mentre si naviga e si esplorano diverse località caraibiche, sarà possibile scegliere di entrare nei porti, attaccare le navi o navigare attraverso le tempeste - fino a quando queste ultime non cessano. Scegliendo di giocare in multigiocatore, sarà possibile navigare ed interagire con altri giocatori in tempo reale.
Sono disponibili numerosi incarichi da svolgere senza l'utilizzo della nave, che prevedono operazioni d'imbarco, sfide ai personaggi presenti nel gioco e la raccolta di rifornimenti o collezionabili.

## Accoglienza
| Testata                          | Giudizio |
| -------------------------------- | -------- |
| Metacritic (media al 20-05-2020) | 56/100   |
| IGN                              | 7.9/10   |
| GamesRadar                       | 2/10     |
| GameSpot                         | 4.7/10   |
| Everyeye.it                      | 5.5/10   |
| Multiplayer.it                   | 6.7/10   |

Come visto in diverse recensioni, "un numero infinito di bordi irregolari e alcuni bug importanti sottraggono praticamente tutto il potenziale di intrattenimento da questa perla troppo ambiziosa e sottosviluppata".
Il gioco presenta frequenti crash e rallentamenti su console di nuova generazione, anche se l'ultima patch introduce migliore stabilità.
Il gioco ha anche una comunità di modding attiva, che ha risolto molti dei problemi di stabilità del gioco.
David Soriano, della versione spagnola di IGN, ha criticato il doppiaggio spagnolo del gioco, classificandolo come uno dei 10 peggiori doppiaggi di videogiochi per la lingua spagnola e definendolo il peggior doppiaggio per un videogioco, almeno in Spagna.